# 아시가바트 스타디움
아시가바트 스타디움(투르크멘어: Aşgabat Stadiony)은 투르크메니스탄의 수도 아시가바트에 있는 다목적 경기장으로 2009년 당시 구르반굴리 베르디무함메도프 대통령이 자금을 융자하는 형태로 건설이 시작되었으며 2011년 완공되어 투르크메니스탄의 독립 20주년을 맞은 10월 28일 개장식을 가졌다.

## 개요
주로 축구 경기 및 각종 행사를 개최하며 수용 인원은 20,000명, 주변의 교통 시설로는 아시가바트 국제공항이 있다.